# Хаґівара Томоко
Хаґівара Томоко (13 квітня 1980) — японська плавчиня.
Учасниця Олімпійських Ігор 2000 року.
Призерка Чемпіонату світу з водних видів спорту 2001 року.
Переможниця Пантихоокеанського чемпіонату з плавання 1999, 2002 років.
Переможниця літньої Універсіади 1999 року, призерка 2001 року.